# Madsen M46/M50/M53/Mk2

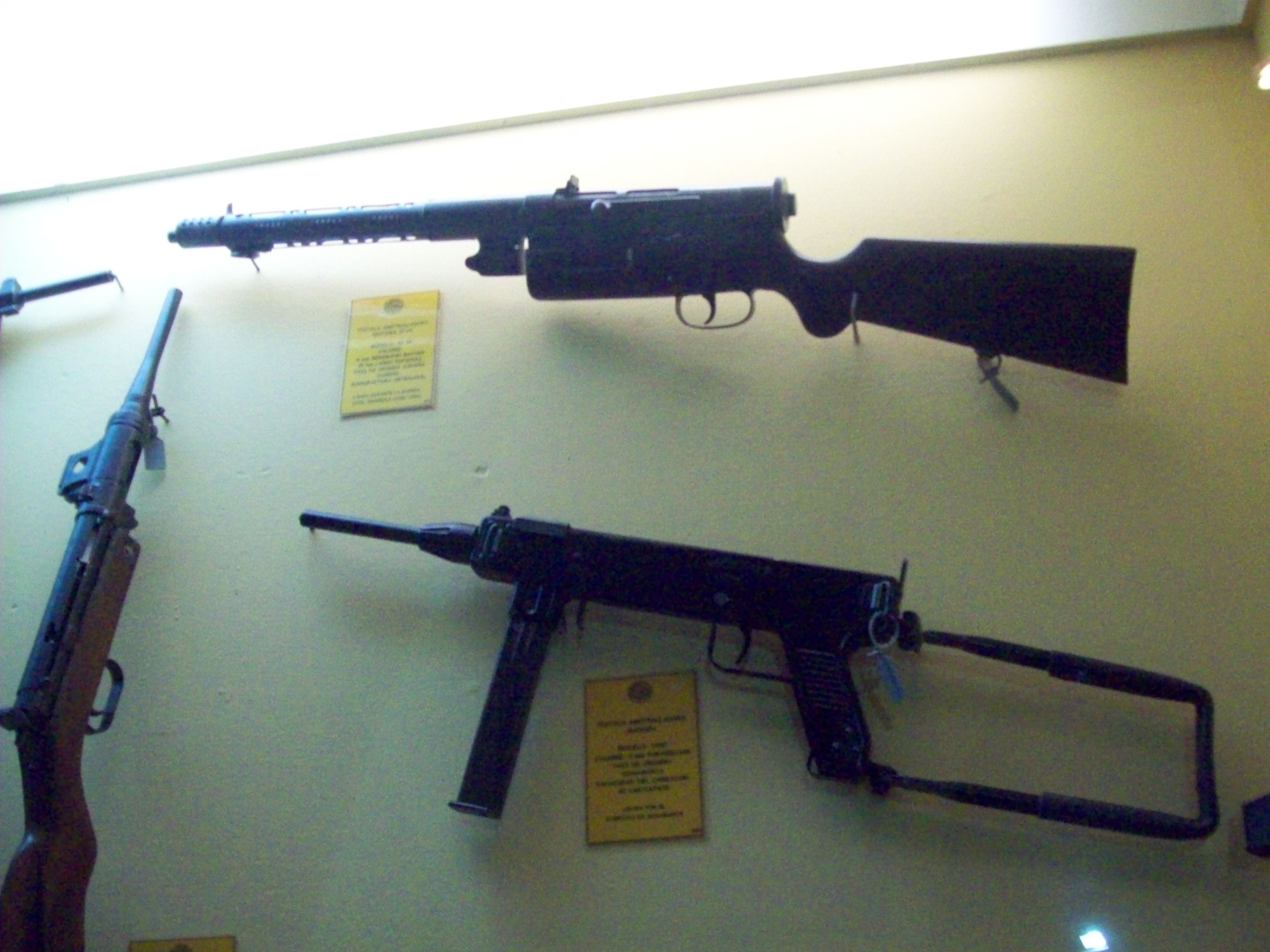
Un Madsen M-50 avec sa crosse dépliée (en bas à droite) exposé dans un musée argentin

Les pistolets mitrailleurs danois Madsen M46/M50/M53/Mk2 furent largement diffusés en Asie et en Amérique latine entre 1950 et 1970. 

## Présentation
Ce sont des armes simples dont la carcasse se compose de deux coques reliée par la crosse repliable et à l'avant par le bouchon creux de maintien du canon. Le levier de sûreté est situé en arrière du couloir de chargeur.

## Production et diffusion
Ces PM furent produits par Madsen-DISA pour la police du Danemark.

## Variantes
- M45 : modèle original. Levier d'armement en U inversé. Chargeur droit[1].
- M50 : Levier d'armement en forme de cylindre. Chargeur droit.
- M53 : Levier d'armement en forme de cylindre. Chargeur courbe.
- Mk 2 : M53 de luxe avec plaquette de poignée en bois.

## Fiche technique M50
- Munition : 9mm Parabellum
- Masse à vide : 3,17 kg
- Longueur (crosse repliée/dépliée): 530 / 800 mm
- Canon de : 200 mm
- Rayures du canon :
- Cadence de tir théorique : 500 - 550 coups par minute
- Chargeur de: 32 cartouches
- Mécanisme : culasse non calée